# نجد الكريف (المفلحي)

تعديل مصدري - تعديل

نجد الكريف هي إحدى قرى عزلة المفلحي بمديرية المفلحي التابعة لمحافظة لحج، بلغ تعداد سكانها 225 نسمة حسب تعداد اليمن لعام 2004.